# Montigny (Sekwana Nadmorska)
Montigny – miejscowość i gmina we Francji, w regionie Normandia, w departamencie Sekwana Nadmorska.
Według danych na rok 1990 gminę zamieszkiwało 1051 osób, a gęstość zaludnienia wynosiła 134 osoby/km² (wśród 1421 gmin Górnej Normandii Montigny plasuje się na 218. miejscu pod względem liczby ludności, natomiast pod względem powierzchni na miejscu 477.).